# پارالار
پارالار یکی از روستاهای استان آذربایجان شرقی است که در دهستان نظرکهریزی بخش نظرکهریزی شهرستان هشترود واقع شده‌است.
روستاهای همجوار این روستا عبارتند از:
```
داشبلاغ خرابه‌کلک
، 
یهرچی
، 
گل تپه
```